# Álvaro Arbina
Álvaro Arbina Díaz de Tuesta (Vitoria, 4 de agosto de 1990) es un arquitecto y escritor, sobre todo de novela histórica, que vive en Vitoria.

## Biografía
Nacido y criado en Vitoria, estudió en el Instituto Mendebaldea. Siendo adolescente le apasionaba la lectura y empezó a escribir; en aquella época creó la semilla de la historia y algunos de los personajes de su primer trabajo, La mujer del reloj (Ediciones B, 2016). Retomó la escritura de la novela más adelante, mientras estudiaba arquitectura en la UPV de San Sebastián, dedicando dos años a la misma y compaginándolo con los trabajos de final de la carrera. Este thriller histórico toma Vitoria como punto de partida y temporalmente se sitúa en la Guerra de la Independencia Española contra Napoleón. Los dibujos del libro han sido realizados por el autor. Cuando publicó su primera novela trabajaba de arquitecto pero lo dejó para dedicarse a tiempo completo a escribir la segunda. En 2018 publica La sinfonía del tiempo (Ediciones B) ambientada principalmente en el siglo XIX, mostrando varias guerras de aquel siglo y desarrollándose en diversos lugares como España, Europa y África y Cuba.
En 2023 publica su tercera novela Los años del silencio, con la editorial Harper Collins. Un relato que intenta rellenar los huecos de un silencio obstinado, construyendo un universo en el que la realidad se nutre de la ficción para ser conocida, intuida y recordada.

## Premios y reconocimientos
- IX Premio Hislibris a la Mejor Novela Histórica, 2018 (por la obra La sinfonía del tiempo)[8]

## Obra
- La mujer del reloj (Ediciones B, 2016)
- La sinfonía del tiempo (Ediciones B, 2018)
- Los solitarios (Ediciones B, 2020)
- Los años del silencio (Harper Collins, 2023), sobre el Crimen de Gaztelu